# Cameo (zespół muzyczny)
Cameo – amerykański zespół funk i R&B założony w 1974 roku, w Nowym Jorku.
Aktualny skład zespołu stanowią: Larry Blackmon, Jeryl Bright, Michael Burnett, T.C. Campbell, Wayne Cooper, Eric Durham, Tomi Jenkins, Greg 'Doc' Johnson, Nathan Leftenant, Arnett Leftenant, Anthony Lockett, Aaron Mills oraz Charlie Singleton.

## Dyskografia
| Rok wydania | Album                                        |
| ----------- | -------------------------------------------- |
| 1977        | Cardiac Arrest                               |
| 1978        | We All Know Who We Are                       |
| 1978        | Ugly Ego                                     |
| 1979        | Secret Omen                                  |
| 1980        | Cameosis                                     |
| 1980        | Feel Me                                      |
| 1981        | Knights of the Sound Table                   |
| 1982        | Alligator Woman                              |
| 1983        | Style                                        |
| 1984        | She's Strange                                |
| 1985        | Single Life                                  |
| 1986        | Word Up!                                     |
| 1987        | Candy                                        |
| 1990        | Real Men... Wear Black                       |
| 1992        | Emotional Violence                           |
| 1992        | Shake Your Pants                             |
| 1993        | The Best of Cameo                            |
| 1994        | In the Face of Funk                          |
| 1996        | The Best of Cameo, Volume 2                  |
| 1996        | Nasty                                        |
| 1998        | Best of Cameo                                |
| 1998        | Live: Word Up                                |
| 1998        | The Ballads Collection                       |
| 1998        | Greatest Hits                                |
| 1999        | 12" Collection and More                      |
| 2000        | Sexy Sweet Thing                             |
| 2001        | The Hits Collection                          |
| 2001        | The Millennium Collection: The Best of Cameo |
| 2002        | Anthology                                    |
| 2003        | Original Artist Hit List                     |
| 2003        | Classic Cameo                                |
| 2004        | The Best of Cameo                            |
| 2005        | Gold                                         |
| 2006        | The Definitive Collection                    |